# 桑迪永
桑迪永（法語：Sandillon，法語發音：[sɑ̃dijɔ̃]）是法国卢瓦雷省的一个市镇，位于该省西部，卢瓦尔河以南，属于奥尔良区。

## 地理
桑迪永（47°50'43"N, 2°1'57"E）面积41.31 平方千米，位于法国中央-卢瓦尔河谷大区卢瓦雷省，该省份为法国中北部省份，北起埃松省，西北接厄尔-卢瓦省，西南接卢瓦-谢尔省，南至涅夫勒省和谢尔省，东临约讷省，东北接塞纳-马恩省。
与桑迪永接壤的市镇（或旧市镇、城区）包括：布村、谢西、达尔瓦、费罗勒、雅尔若、马西伊昂维莱特、圣西尔昂瓦勒、圣但尼昂瓦勒、维埃纳昂瓦勒。
桑迪永的时区为UTC+01:00、UTC+02:00（夏令时）。

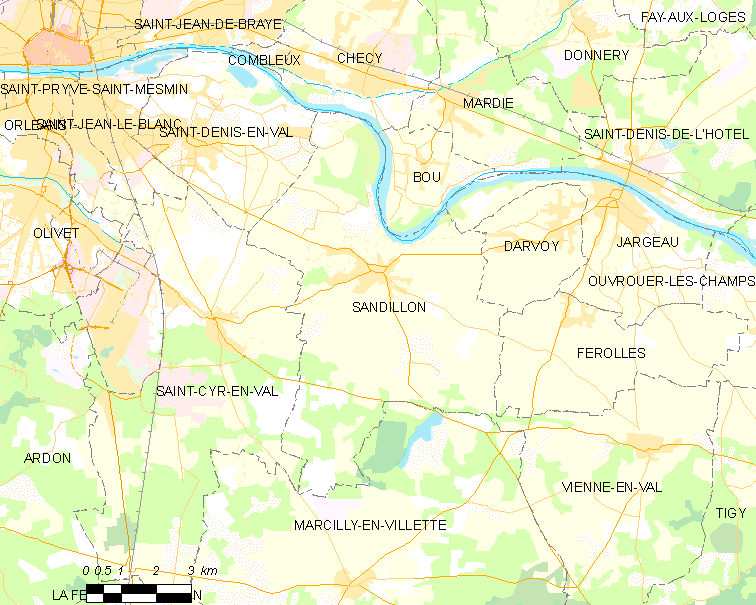
桑迪永的OSM定位图

## 行政
桑迪永的邮政编码为45640，INSEE市镇编码为45300。

## 政治
桑迪永所属的省级选区为圣让勒布朗县。

## 交通
卢瓦雷省省道D13线和D951线在桑迪永交汇。

## 人口

1962-2008年间桑迪永人口变化图示

桑迪永于2022年1月1日时的人口数量为4209人。